# 장 드 라바디

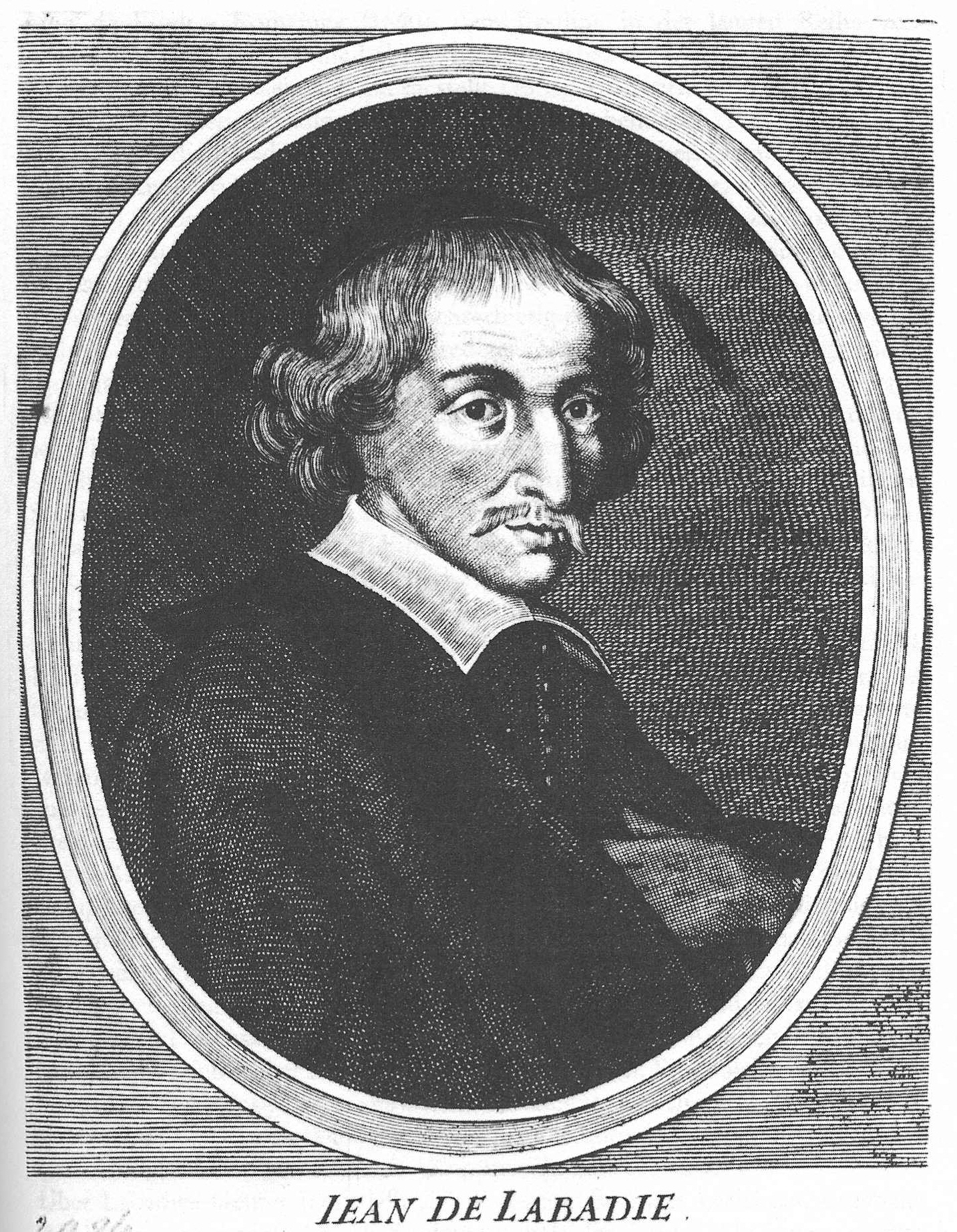

장 드 라바디(Jean de Labadie, 1610-1674)는 프랑스 예수회에서 개신교로 개종한 경건주의 신학자이다. 보르도에서 예수회에서 교육을 받고 1625년 예수회에 입회했으며 10년 후 서품을 받았다. 1639년 예수회를 떠난 그는 보르도, 파리, 아미앵에서 성공적으로 설교했으며, 1640년에는 신학 교수로 임명되었다. 그는 아브빌에서도 사제직을 수행했으며, 1649년에는 교회 및 시민 당국과의 충돌을 피하기 위해 아브르 근처에 있는 그라빌의 카르멜 수도원으로 물러났다.

## 개혁교회에서 추방
존 칼빈의 기독교 강요(1536)를 읽은 후 1650년 10월 몽토방에서 개혁교회에 대한 공식적인 충성을 선언하고 같은 해 그곳의 신학 교수가 되었다.1657년 론 강변의 오렌지에서 사목 활동을 시작했고, 1659년 제네바의 특별 설교자가 되었으며, 7년 후 네덜란드 미델부르크의 프랑스어권 교회로 부름을 받았으나 벨기에 신앙고백서에 서명하거나 개혁 교회의 권위를 인정하는 것을 거부하고 별도의 종파를 설립하여 도시에서 추방당했다. 칼빈의 영향을 받았지만 자신의 교회를 순수한 교회보고 분리주의적 교회관을 주장하였다.

## 추종자들
추종자들은 참된 신자, 즉 그리스도의 영에 참여한 사람들만이 순수한 교회를 구성한다는 생각을 하였다. 교회를 1세기 기독교 교회의 원래 모습, 즉 그가 인식한 모습으로 되돌리려고 시도하였다. 분리주의적 교회관을 가직 있었다. 그들의 교리 적 가르침에서 라바디스트는 성경을 이해하기 위해 성령의 내적 조명의 필요성을 크게 강조했다. 그들에게 교회는 죄에서 거듭난 거룩한 사람들의 공동체였다. 이들에게만 성찬을 받을 자격이 있다. 따라서 그들은 유아 세례를 거부하고 성만찬을 거의 거행하지 않았으며 중생하지 않은 사람과의 결혼은 구속력이 없다고 선언했다. 그들은 원시 교회의 모범에 따라 공통적으로 재산을 소유하고 육체 노동으로 생계를 유지했으며 주일 준수에 대해 매우 느슨한 견해를 가졌다.

## 같이 보기
- 마리아 지빌라 메리안
- 엘리자베트 폰 데어 팔츠

## 참고문헌
- Jean de Labadie, britannica